# Севернотуарегские языки
Севернотуаре́гские языки́ (также языки тамахак; англ. tamahaq, mahaq, tamasheq, tamahaqq, temahug, temahuq; самоназвание: tămāhəq) — одна из трёх групп туарегской ветви берберской семьи языков. Распространены в центральных районах Сахары в Алжире, Мали, Нигере и Ливии. Общее число говорящих оценивается в 76 тыс. человек (2005).
Севернотуарегский ареал делится на две части — западную и восточную. Часто рассматриваются как группа диалектов одного языка — тамахак.

## Классификация
Наряду с названием «северная», который дан группе языков в соответствии с географическим расположением её ареала по отношению к другим туарегским группам, употребительно также название, связанное с рефлексом туарегской согласной *z (в частности, в самоназвании народа *tămāzəq): ha (тамахак). Различия между севернотуарегскими идиомами велики настолько, что по данным лексикостатистики выделяются как минимум 2 самостоятельных языка:
- западнотамахакский: ахнет, тайток, ахаггар, иссакамарен;
- восточнотамахакский: гхат-ажжер (гхат, ажжер, урагхен), тимасинин, имангхассатен.

В справочнике языков мира Ethnologue северная группа туарегских языков представлена одним языком тамахак (или тахаггарт) с диалектами гхат (джанет, ганет) и хоггар (ахаггарен, ажжер, тахаггарт).
В классификации А. Ю. Айхенвальд и А. Ю. Милитарёва в составе северной группы туарегской ветви выделяются: языки гхат, ахнет; тамахак с диалектами тайток, ажжер, ахаггар и другими; аир; кель герес и другие; восточный тауллеммет с диалектами азавагх, кель ансанго и другими.
В классификации, опубликованной в работе С. А. Бурлак и С. А. Старостина, севернотуарегская группа включает два языка — ахаггар и гхат:
В классификации британского лингвиста Роджера Бленча выделяются языки тахаггарт (или ахаггар) и гхат.

## Лингвогеография

### Ареал и численность
Языки северной туарегской группы распространены в южных и юго-восточных районах Алжира, в юго-западных районах Ливии, в северо-западных районах Нигера и в восточных районах Мали
Общее число носителей языков севернотуарегской группы составляет порядка 76 тыс. человек. Из них в Алжире — 31,5 тыс., в Нигере — 26 тыс., в Ливии — 17 тыс. Носителей западнотамахакского языка — 51. тыс. человек, восточнотамахакского языка — 24 тыс..

### Социолингвистические сведения
Севернотуарегские относятся к категории уязвимых языков. С одной стороны, несмотря на то, что сфера использования севернотуарегских языков ограничена в основном повседневным бытовым общением, на них говорят туареги всех возрастов. С другой стороны, и без того небольшая численность носителей этих языков продолжает сокращаться.